# Philomena Lee
Philomena Lee (24 marzo 1933) è un'attivista irlandese la cui vita è stata raccontata nel libro del 2009 Philomena (titolo originale The Lost Child of Philomena Lee) scritto da Martin Sixsmith.
Il libro è stato poi adattato in un film dal titolo Philomena, uscito nel 2013, che ha ricevuto 4 nomination agli Oscar, tra le quali quella per la miglior attrice protagonista a Judi Dench, che interpreta la parte di Philomena, e quella per il miglior film.
Philomena è diventata una portavoce per i diritti sulle adozioni, e ha contribuito a creare The Philomena Project allo scopo di diffondere la consapevolezza in merito alle leggi sull'adozione e individuare possibili miglioramenti.
Nel febbraio 2014, Philomena Lee ha incontrato papa Francesco per discutere in merito alle politiche di adozione nella chiesa cattolica.

## Biografia
Philomena Lee è nata nella contea di Limerick, in Irlanda, nel 1933. Sua madre morì di tubercolosi quando la bambina aveva solo sei anni. Il padre, un macellaio, mandò a scuola lei e le sue sorelle Kaye e Mary presso un convento, mentre tenne i figli maschi a casa con lui. Dopo aver terminato l'istruzione di base al convento, Philomena andò a vivere con la zia materna Kitty Madden. Si sposò nel 1959, ebbe due figli, Jane e Kevin, e lavorò come infermiera. Divorziò dal primo marito e successivamente si risposò.

### Gravidanza e adozione
Quando aveva 18 anni, Philomena rimase incinta di un uomo di nome John, che lavorava presso il locale ufficio postale. Fu quindi mandata al convento Sean Ross Abbey a Roscrea, un luogo che ospitava ragazze madri. Dopo aver dato alla luce un maschietto, visse e lavorò nel convento fino all'età di 22 anni.
Come spesso accadeva a quel tempo in Irlanda, il bambino all'età di 3 anni fu ceduto ad una famiglia cattolica che lo prese in adozione. Fu portato negli Stati Uniti senza che la madre potesse mai saperne nulla e Philomena venne inoltre forzata a firmare un documento in cui rinunciava alla maternità del bambino. Successivamente Philomena lasciò il convento e si trasferì in Inghilterra.

## Libro
A Natale del 2003, Philomena raccontò alla propria famiglia dell'esistenza di un figlio dato alla luce quando aveva 19 anni, del quale non aveva avuto più alcuna notizia. Per tutto quel tempo aveva segretamente cercato di avere notizie sulla sua sorte senza successo. Sua figlia, Jane, contattò il giornalista Martin Sixsmith il capodanno successivo, accennandogli la storia di Philomena, e chiedendo esplicitamente se fosse disponibile ad aiutare la madre nella propria ricerca.
Sixsmith accettò e insieme a Philomena spese alcuni anni in nuove ricerche. Scoprì così che il bambino era stato adottato da una coppia americana, Doc e Marge Hess, prendendo quindi il nome di Michael Hess. Insieme a Michael, gli Hess avevano adottato anche una bambina di nome Mary, sempre nello stesso convento, per non separare i due piccoli che avevano dimostrato un grande attaccamento reciproco nei primi anni di vita insieme.
Dopo aver scoperto la nuova identità del figlio di Philomena, però, scoprirono anche che egli era morto nel 1995 di AIDS, all'età di 43 anni. Emerse anche che l'uomo aveva a sua volta cercato inutilmente di ritrovare la madre naturale. Prima della sua morte chiese di poter essere sepolto presso il convento Sean Ross Abbey in cui era nato, nella speranza che sua madre un giorno o l'altro potesse ritrovare la sua lapide.

## Film
Jeff Pope e Steve Coogan scrissero una sceneggiatura basata sul libro di Sixsmith. Successivamente, Stephen Frears divenne il regista di un film interpretato da Judi Dench nel ruolo della protagonista.
Il film venne distribuito dalla Weinstein Company nel novembre 2013 e fu nominato per quattro premi Oscar come miglior film, miglior attrice, miglior sceneggiatura e miglior colonna sonora.